# Comité mixte FAO-OMS d'experts des additifs alimentaires
Le JECFA, en anglais : Joint FAO/WHO Expert Committee on Food Additives, est le comité international mixte FAO/OMS d'experts sur les additifs alimentaires.
Créé en 1956, initialement pour évaluer l'innocuité des additifs alimentaires, il travaille maintenant aussi sur les contaminants, les composés toxiques naturels et les résidus des produits vétérinaires présents dans les aliments.
Le comité a évalué plus de 1 500 composés, dont 40 contaminants et 90 résidus de médicaments vétérinaires.
Le comité développe aussi les principes d'analyse d'innocuité des composés chimiques dans les aliments.
Le comité se réunit deux fois par an et le nombre d'experts et leur qualification dépend des sujets discutés.